# 宮崎環状道路
宮崎環状道路（みやざきかんじょうどうろ）は宮崎県宮崎市から同市佐土原町に至る延長約24 kmの地域高規格道路である。

市街地に集中する交通を分散させる目的で計画された。全区間が候補路線に指定されている。

## 整備路線名
- 住吉道路（国道10号）
- 宮崎西環状線（宮崎県道9号宮崎西環状線）
- 宮崎南バイパス（国道220号）（源藤町～宮崎ICのみ）

## 関連記事
- 地域高規格道路一覧
- 九州地方の道路一覧
- 宮崎東環状道路
- 宮崎内環状線